# 496
| [ Edytuj tabelę ]          |                                             |
| Cesarz Bizancjum           | - 491 Anastazjusz I 518                     |
| Król Franków               | - 481 Chlodwig I 511                        |
| Król Kentu                 | - 488 Oisc 512                              |
| Patriarcha Konstantynopola | - 495 Macedoniusz II 511                    |
| Władca Korei               | - 491 Munja 519                             |
| Król Mercji                | - 488 Icel 501                              |
| Król Munsteru              | - 493 Eochaid 523                           |
| Król Ostrogotów            | - 471 Teodoryk Wielki 526                   |
| Papież                     | - 492 Gelazjusz I 496 - 496 Anastazy II 498 |
| Król Persji                | - 488 Kawad I 531 - 496 Zamasp 498          |
| Król Wandalów              | - 484 Guntamund 496 - 496 Trasamund 523     |
| Król Wizygotów             | - 484 Alaryk II 507                         |

Rok 496 / CDXCVI
stulecia: IV wiek ~
V wiek ~
VI wiek

lata: 486 «
491 «
492 «
493 «
494 «
495 «
496
» 497
» 498
» 499
» 500
» 501
» 506

## Wydarzenia
- 24 listopada – Anastazy II został wybrany na papieża
- Rozegrała się bitwa pod Tolbiac
- Zamasp został osadzony na tronie Sasanidów
- Trasamund został osadzony na tronie Wandalów
- Przyjęta data roczna chrztu króla Chlodwiga

## Zmarli
- 19 listopada – Gelazjusz I, papież